# Satz von Hjelmslev
Der Satz von Hjelmslev (auch Hjelmslevscher Mittelliniensatz genannt, in der englischsprachigen Literatur als Hjelmslev’s theorem bekannt) ist ein Satz der Geometrie der Ebene, welcher auf den dänischen Mathematiker Johannes Hjelmslev (1873 bis 1950) zurückgeht. Hjelmslev formuliert diesen Satz im Rahmen seiner berühmten Abhandlung über eine Neue Begründung der ebenen Geometrie, in welcher er zeigt, dass eine ebene Geometrie unter ausschließlicher Benutzung ebener Axiome, ohne Stetigkeitsbetrachtungen, ganz unabhängig von der Parallelenfrage aufgebaut werden kann. Die dabei in § 2 der Abhandlung (Kongruenz und Symmetrie) angestellten Untersuchungen zu den ebenen Kongruenzabbildungen gipfeln im Satz von Hjelmslev, welcher eine fundamentale Eigenschaft dieser Kongruenzabbildungen behandelt.

## Formulierung des Satzes

Die verbundenen roten Punkte sind Bild-Urbild-Paare einer Kongruenz, die grünen Mittelpunkte liegen auf einer Geraden.

Gegeben seien in der euklidischen Ebene eine Kongruenzabbildung {\displaystyle \phi }  sowie zwei  Geraden {\displaystyle g} und {\displaystyle g'} mit {\displaystyle g'=\phi (g)}.
Für jeden Punkt {\displaystyle P\in g} und seinen Bildpunkt {\displaystyle P'=\phi (P)\in g'} sei {\displaystyle M(P)} der Mittelpunkt der Strecke {\displaystyle {\overline {PP'}}}.
Dann gilt:
Entweder
sind die Mittelpunkte {\displaystyle M(P)} alle paarweise verschieden und bilden eine einzige Gerade
oder
die Mittelpunkte {\displaystyle M(P)} fallen zu einem einzigen Punkt zusammen.